# Albatros W.1
L'Albatros W.1, indicato anche come Albatros B.II-W, era un idroricognitore biplano, monomotore e biposto, sviluppato dalla allora azienda tedesco imperiale Albatros Flugzeugwerke GmbH negli anni dieci del XX secolo.
Conversione idrovolante del precedente ricognitore basato a terra B.II, venne realizzato in piccola serie ed adottato da reparti aerei della Kaiserliche Marine, la marina militare dell'Impero tedesco, durante le primissime fasi della prima guerra mondiale.

## Storia del progetto
All'inizio della prima guerra mondiale la Kaiserliche Marine, la marina militare dell'Impero tedesco, decise di dotarsi di una piccola flotta di velivoli allo scopo di effettuare missioni di ricognizione aerea dei tratti del Mar Baltico prospicienti alle proprie basi navali.
Dopo aver realizzato, nel corso del 1913, il B.II, un monomotore in basato a terra destinato ai reparti di ricognizione della Luftstreitkräfte, la componente aerea del Deutsches Heer, e che divenne il principale aereo da ricognizione non armato in servizio nella prima parte del conflitto, l'Albatros decise di svilupparne una variante da proporre alla Marina imperiale apportando alcune modifiche atte a renderlo utilizzabile dalla superficie acquatica. Il programma di sviluppo era basato sulla variante con velatura a tre montanti interalari.
L'azienda intervenne principalmente sulla parte inferiore, eliminando il carrello d'atterraggio e sostituendolo con una coppia di grandi galleggianti, conservando la struttura in legno ricoperta di fogli di compensato della fusoliera abbinata ad una coppia di ali anch'esse con struttura in legno e ricoperte di tela trattata.
La produzione si attestò su un numero limitato di esemplari.

## Tecnica
L'Albatros W.1 era un modello dall'aspetto, per il periodo, convenzionale e che riprendeva l'impostazione generale del B.II, il modello da cui derivava direttamente tranne per l'adozione dei due galleggianti: monomotore, biposto e biplano.
La fusoliera, una semi-monoscocca realizzata con struttura in legno con rivestimento multistrato, era caratterizzata da due abitacoli aperti in tandem, l'anteriore destinato all'osservatore ed il posteriore al pilota. Posteriormente terminava in un impennaggio classico monoderiva caratterizzato da una pinna dorsale triangolare raccordata al timone e piani orizzontali controventati da una coppia di montanti obliqui per lato, in una foggia "a freccia" che caratterizzerà anche i successivi modelli dell'azienda.
La configurazione alare era biplana con ala superiore dall'apertura leggermente superiore dell'inferiore, entrambe caratterizzate da un sensibile angolo di diedro positivo. Nei modelli iniziali erano collegate tra loro da una tripla coppia di montanti per lato integrati da tiranti in cavetto d'acciaio.
Il galleggiamento era assicurato da una coppia di grandi scarponi collegati alla parte inferiore della fusoliera tramite un'intelaiatura tubolare.
La propulsione era affidata ad un motore Benz Bz.III, un 6 cilindri in linea raffreddato a liquido capace di erogare una potenza pari a 150 PS (110 kW), posizionato all'apice anteriore della fusoliera, inglobato nella struttura con la parte superiore a vista, ed abbinato ad un'elica bipala in legno a passo fisso.
Come il suo omologo basato a terra, per il W.1 non era previsto alcuna dotazione di armamento e la difesa dell'equipaggio da eventuali attacchi nemici era affidata alle sole armi personali.

## Utilizzatori
Germania
- Kaiserliche Marine